# Scelolophia gerocoma
Scelolophia gerocoma är en fjärilsart som beskrevs av Dyar 1913. Scelolophia gerocoma ingår i släktet Scelolophia och familjen mätare. Inga underarter finns listade.